# Gianluca Perilli
Gianluca Perilli (Roma, 5 dicembre 1973) è un politico italiano, senatore della Repubblica dal 2018 per il Movimento 5 Stelle, di cui è stato anche capogruppo a Palazzo Madama dal 2019 al 2020.

## Biografia
Nasce a Roma il 5 dicembre del 1973, dove nel 1998 consegue la laurea in giurisprudenza all'Università degli Studi di Roma "La Sapienza".
Dal 2005 è contitolare del suo studio Legale Perilli con il fratello Marco, dove si occupa da avvocato specializzato di diritto cinematografico ed editoriale, diritto d'autore e copyright internazionale.
Ha collaborato per anni con la stazione radiofonica Radio Rock ed è un grande appassionato di Pier Paolo Pasolini.

### Consigliere regionale del Lazio
Nel 2010 si è iscritto al Movimento 5 Stelle (M5S) di Beppe Grillo e Gianroberto Casaleggio.
Alle elezioni regionali nel Lazio del 2013 si candida con il M5S, il punto focale della sua campagna elettorale è l'abbattimento degli sprechi e dei costi della politica (dichiarazione, tra l'altro, che è stata riportata anche sulle pagine del New York Times), venendo eletto nella circoscrizione di Roma in consiglio regionale del Lazio, dove ricopre gli incarichi di capogruppo M5S e vice-presidente della I Commissione permanente "Affari costituzionali e statutari, affari istituzionali, enti locali e risorse umane, federalismo fiscale, sicurezza, integrazione sociale e lotta alla criminalità".
Durante il suo mandato da consigliere regionale, riceve un pacco sospetto in Regione Lazio, che scatena l'allarme bomba e richiede l'intervento delle squadre degli artificieri della polizia e degli investigatori della DIGOS, che hanno accertato il falso allarme.
Tra il 29 e il 31 gennaio 2015 partecipa, in rappresentanza della Regione Lazio come delegato, all'elezione del 12º Presidente della Repubblica, dove viene eletto Sergio Mattarella.
Durante le elezioni amministrative del 2016 a Roma viene nominato membro dello Staff dei Garanti della candidata M5S Virginia Raggi, insieme alla senatrice ed ex capogruppo Paola Taverna, la deputata ed ex capogruppo Roberta Lombardi e l'europarlamentare Fabio Massimo Castaldo. Congiuntamente ai colleghi, l’8 settembre 2016, comunica le proprie dimissioni dallo Staff dei Garanti e di conseguenza lo scioglimento dello stesso.

### Elezione a senatore
Alle elezioni politiche del 2018 viene candidato al Senato della Repubblica tra le liste del M5S, nella circoscrizione Lazio nel secondo posto del collegio plurinominale 01, dove risulta eletto senatore subentrato al posto di Paola Taverna, eletta nel collegio uninominale Lazio - 02 (Roma Tuscolano). Durante la XVIII legislatura della Repubblica si è occupato di ambiente, facendosi promotore di un disegno di legge a prima firma sull'inserimento della sua tutela, assieme a quella della biodiversità e degli animali nell'articolo 9 e 41 della Costituzione Italiana, approvato con una maggioranza schiacciante senza il bisogno di un referendum confermativo, nonostante i tantissimi emendamenti presentati contro.
Il 27 marzo 2018 viene nominato vice-capogruppo del Movimento 5 Stelle al Senato, e il successivo 3 aprile viene nominato componente della Giunta per il Regolamento.
Il 17 ottobre 2019 viene eletto capogruppo del Movimento 5 Stelle al Senato, con 47 voti contro i 44 dell'ex Ministro delle infrastrutture e dei trasporti Danilo Toninelli, carica che ha ricoperta fino al 27 ottobre 2020, quando viene succeduto da Ettore Licheri.

### Ruoli e incarichi nel Movimento 5 Stelle
Il 10 dicembre 2021, con una votazione online sul sito del M5S, viene nominato coordinatore del Comitato nazionale progetti del Movimento 5 Stelle.
Il 16 giugno 2023, in collaborazione con i parlamentari Vittoria Baldino e Manuel Tuzi, ha dato avvio al progetto "Movimento giovanile del M5s", con l'obiettivo di rappresentare e coinvolgere i giovani all'interno del Movimento 5 Stelle.
Il 17 giugno 2023 è tra i coordinatori della manifestazione nazionale del Movimento 5 Stelle dedicata alla tematica della precarietà lavorativa, con lo slogan #BastaVitePrecarie, alla quale partecipano circa 20.000 persone.
Il 18 novembre 2023 ha organizzato e coordinato l’evento IDIA, convegno sul tema dell’intelligenza artificiale, i suoi impatti e le prospettive future. Al dibattito hanno partecipato esperti, professionisti e stakeholder di varie nazionalità.
Il 30 aprile 2024 per il M5S, insieme a Valentina Barzotti, Nunzia Catalfo, Vito Crimi e Mario Turco, ha depositato presso la Corte di cassazione la legge di iniziativa popolare recante disposizioni per l'Istituzione del salario minimo.

Il 23 e 24 novembre 2024, ha coordinato Nova, l’Assemblea costituente del Movimento 5 Stelle, svoltasi presso il Palazzo dei Congressi di Roma. L'evento, finalizzato a ridefinire le prospettive politiche e riaffermare i valori del M5S, ha ospitato personalità di rilievo come Joseph Stiglitz, Jeffrey Sachs e la parlamentare tedesca Sahra Wagenknecht, leader e fondatrice del partito BSW . 

Il 5 aprile 2025 ha organizzato per il M5S la manifestazione nazionale "Basta soldi per le armi. Fermiamoli!", che ha portato oltre 100.000 persone ai Fori Imperiali contro il piano europeo di riarmo e in difesa della spesa pubblica per sanità, scuola e welfare. 

## Vita privata
È sposato con l'architetto designer Stefania Liberati, da cui nel 2012 ha avuto una figlia: Greta.

## Incarichi parlamentari
- Capogruppo del Movimento 5 Stelle al Senato della Repubblica (dal 16 ottobre 2019 al 27 ottobre 2020).[25]
- Vice-capogruppo vicario del Movimento 5 Stelle al Senato della Repubblica (dal 3 luglio 2018 al 17 ottobre 2019).[25]
- Vice-capogruppo del Movimento 5 Stelle al Senato della Repubblica (dal 27 marzo al 3 luglio 2018).[25]
- Vicepresidente della 1ª Commissione Affari Costituzionali (dal 21 giugno 2018 al 28 luglio 2020).[25]
- Componente della 1ª Commissione Affari Costituzionali (dal 21 giugno 2018).[25]
- Componente della 11ª Commissione Lavoro pubblico e privato, previdenza sociale (21 giugno 2018) (in sostituzione del Sottosegretario di Stato alla Presidenza del Consiglio dei ministri Vito Crimi).[25]
- Componente della Giunta per il Regolamento (dal 3 aprile 2018).[25]
- Commissione speciale per l'esame degli atti urgenti presentati dal Governo (dal 14 maggio al 21 giugno 2018).[25]
- Componente della Commissione parlamentare di inchiesta sul femminicidio, nonché su ogni forma di violenza di genere (dal 28 gennaio 2019).[25]
- Delegazione italiana presso l'Assemblea parlamentare del Consiglio d'Europa (dal 3 ottobre 2018).[25]
- Membro supplente del Consiglio di garanzia (dal 3 ottobre 2018).[25]